# 横浜市磯子図書館
横浜市磯子図書館（よこはましいそごとしょかん）は神奈川県横浜市磯子区にある公立図書館。磯子区総合庁舎の地下1階にある。

## 沿革

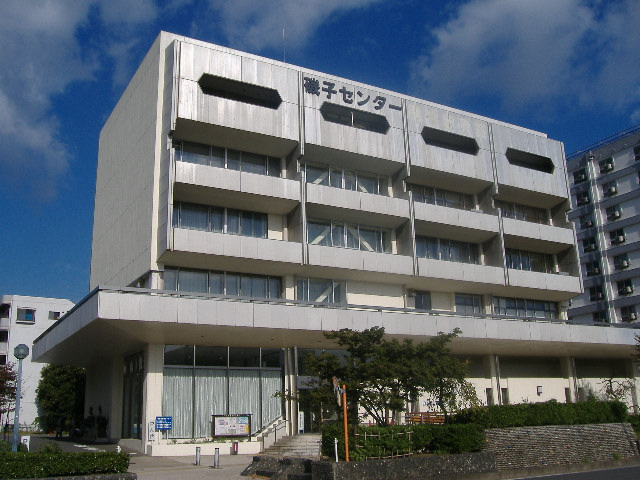
磯子センター。開館当初には本ビルの4階に位置していた。

- 1974年10月 - 磯子センターの4階にて開館[1]。横浜市の図書館は、長い間、野毛の横浜市図書館（現在は横浜市中央図書館）しかなかったが、市民の要望に基づき、初めての分館として作られた。
- 1999年11月 - 磯子区総合庁舎に移転開館[1]

## 施設概要
蔵書数は152,571冊（うち児童書44,852冊）である。磯子区出身の作家（斎藤栄・中野孝次・寺田透など）の著作を集めたコーナーがある。
公衆無線LANの提供も行われている（メール認証か事前登録が必要）。

## アクセス
- JR根岸線磯子駅から徒歩5分
- 市営/京急バス停「磯子区総合庁舎前」下車徒歩1分（市営：9、58、99、113）（京急：110系統）